# Edremite (Balequessir)
Edremite (em turco: Edremit) é uma cidade e distrito da província de Balequessir, Turquia. O distrito tem 682 km² de área e em dezembro de 2021 tinha 164 696 habitantes (densidade: 241,5 hab./km²), dos quais 164 696 na cidade.

## História
A cidade moderna de Edremite recebeu o nome da antiga cidade de Adramício (em grego: Ἀδραμύττιον, Adramýttion), que fica perto da cidade moderna de Burcanie. Turcomanos tactaces, descendentes do exército do xá Ismail I, se estabeleceram nas montanhas perto de Edremite após sua derrota na Batalha de Chaldirã em 1514. Em 1819, Henry Alexander Scammell Dearborn registrou que Edremite era povoada apenas por "alguns pescadores gregos". Em 1912, a cidade tinha 6 200 habitantes, 1 200 dos quais eram gregos. Naquela época, o distrito tinha 19 escolas gregas e cerca de 600 alunos.
Em maio de 1914, milhares de refugiados muçulmanos que haviam fugido dos Bálcãs chegaram à cidade de Edremite e começaram a saquear as lojas e casas da comunidade grega da cidade. De acordo com Arnold J. Toynbee, o governo otomano armou e organizou os refugiados. Muitos refugiados gregos encontraram refúgio na igreja da cidade antes de fugir para o porto, onde receberam passagem à ilha grega vizinha de Lesbos. Os turcos continuaram a massacrar ou expulsar os gregos nos meses seguintes em aldeias vizinhas como parte do genocídio grego mais amplo em toda a Turquia.
Em meio à Ofensiva Grega de Verão da Guerra Greco-Turca de 1919-1922, Edremite foi tomada pelo exército da Ásia Menor em 19 de junho de 1920 e um contra-ataque nacionalista turco perto da cidade foi repelido. Permaneceu sob controle grego até sua retirada no final de agosto de 1922, após o que todos os gregos restantes fugiram ou foram mortos pelo exército turco.